# Меховиці (Влоцлавський повіт)
Меховиці (пол. Miechowice) — село в Польщі, у гміні Бжешць-Куявський Влоцлавського повіту Куявсько-Поморського воєводства.
Населення — 106 осіб (2011).
У 1975-1998 роках село належало до Влоцлавського воєводства.

## Демографія
Демографічна структура станом на 31 березня 2011 року:
|          | Загалом | Допрацездатний вік | Працездатний вік | Постпрацездатний вік |
| -------- | ------- | ------------------ | ---------------- | -------------------- |
| Чоловіки | 57      | 11                 | 39               | 7                    |
| Жінки    | 49      | 8                  | 25               | 16                   |
| Разом    | 106     | 19                 | 64               | 23                   |